# Geschützter Landschaftsbestandteil Obstbaumreihen Pastbüll
Der Geschützte Landschaftsbestandteil Obstbaumreihen Pastbüll liegt nördlich von Erlinghausen im Stadtgebiet von Marsberg. Das Gebiet wurde 2008 mit dem Landschaftsplan Marsberg durch den Kreistag des Hochsauerlandkreises als Geschützter Landschaftsbestandteil (LB) ausgewiesen. Der LB liegt im Landschaftsschutzgebiet Kuckengrund / Helmberg.

## Beschreibung
Der Landschaftsplan führt zum LB aus: „Es handelt sich um eine vorwiegend aus Apfelbäumen aufgebaute Obstbaumreihe an zwei winklig zueinander verlaufenden Feldwegen zwischen Niedermarsberg und Hesperinghausen. Sie wirkt landschaftlich reizvoll in der wenig gegliederten Feldflur des Roten Landes, zeigt allerdings mit ihren großen Lücken und teilweise abgängigen Altbaum-Exemplaren auch die schwierigen Standortbedingungen auf, die durch die Entwicklungsmaßnahme unter 5.17 verbessert werden sollen. Da gilt vor allem im Bereich angrenzender Ackerschläge; der nördliche „Ast“ der Festsetzung wird überwiegend von Grünlandnutzungen begleitet. Stellenweise wurden in der Vergangenheit bereits Bäume nachgepflanzt.“

## Schutzzweck
Die Ausweisung als LB erfolgte:
- Zur Erhaltung, Entwicklung oder Wiederherstellung der Leistungs- und Funktionsfähigkeit des Naturhaushaltes
- Zur Belebung, Gliederung oder Pflege des Orts- und Landschaftsbildes
- Zur Abwehr schädlicher Einwirkungen

Der LB stellt, wie die anderen LBs im Landschaftsplangebiet, einen herausragenden Lebensraum für die ökologischen Leistungsfähigkeit des Naturhaushaltes dar. Dient ferner als landschaftsgliederndes und -belebendes Element. Die Ausweisung dient der Abwehr realer oder potenzieller schädlicher Einwirkungen durch Pflanzenentnahme, Relief- oder Gewässerveränderungen usw.